# 阿船
阿船（日语：／ Osen no kata、1557年（弘治3年）—1637年1月29日（寬永14年1月4日））日本战国时代到江户时代初期的女性。父亲是直江景纲，母亲是山吉政应的女儿。直江信纲的正室，后来成为表弟直江兼续的正室。

## 生平
弘治3年（1557年）出生，父亲景纲是长尾景虎（上杉谦信）的重臣、越后国与板城主。景纲因为没有儿子，为了传承家业迎接总社长尾氏的长尾藤九郎为婿养子，并取名直江信纲。天正5年（1577年）景纲去世，信纲继承了家督。然而天正9年（1581年）因为恩赏的问题，信纲在春日山城内和山崎秀仙一同被毛利秀广杀害。
在此之后，上杉景胜为了保全直江家命令樋口兼续入赘。阿船和兼续育有一男一女（长男：直江景明；长女：於松）。另外还一直有说法认为二人还另有一次女，但是姓名不详，也尚未发现确实的史料可证明其存在。兼续在庆长9年（1604年）曾迎接本多正信的次男・本多政重为婿养子，但翌年於松就早逝了。长男景明也在庆长20年（1615年）去世。
兼续一生中从未纳侧室。文禄4年（1595年）与成为丰臣秀吉的人质的景胜正室菊姫一同前往京都伏见的上杉邸。庆长5年（1600年）、菊姬在妙心寺内的龟血庵出家、阿船则回到了米泽。
庆长9年（1604年）5月景胜的侧室・四辻氏生下了景胜唯一的儿子・定胜。此前菊姬已于2月去世，8月四辻氏也去世了，因此直江夫妇就承担起了定胜的养育。
元和5年（1619年）兼续去世，阿船剃发出家，自号贞心尼，景胜赐予其3000石的化粧领地。之后阿船居住在直江家的江户鱗屋敷。宽永2年（1625年），再版兼续生前出版的『直江版文選』。『米沢雑事記』中记载，「山城守（兼続）相果て候ても、大小の事ども後室（船）へあい計らい候よし。（中略）昔、頼朝公（源頼朝）御逝去よりして御台所（北条政子）は禅尼とならせ給へども、天下の事は右大将（頼朝）御在世の如く（中略）時俗これを尼将軍と申し奉る。直江後室も似たり」（山城守兼续直到死，大小事情的处理都要征求阿船的意见，想当初赖朝公去世以后，北条政子虽然身为禅尼，天下之事依然如赖朝在世时一样，世人称之为尼将军。直江的夫人也与之类似）。如此这般把阿船比作北条政子。可见兼续去世后阿船在上杉家中依然有很大的影响力。
阿船和亲手带大的定胜之间有很深的感情。景胜在元和9年（1623年）去世后定胜继任米泽藩主之后，加封给阿船化粧领地3000，手明组（米泽藩下级武士））40人。宽永13年（1636年）阿船病倒，定胜命令茂田左京在伊势的两宫奏大神乐为其祈愿，同日还亲自登门探病。然而阿船还是在宽永14年（1637年）1月4日去世了，享年81岁。兼续死后再次成为寡妇的阿船没有再迎接养子，因此自此直江宗家绝嗣。
戒名为宝林院殿月桂貞心大姉。墓所位于米泽市的徳昌寺，后来改葬林泉寺。遗骨存放在和歌山高野山清浄心院。据说定胜曾遣使前往高野山为阿船供奉了长明灯并立下墓石。

## 脚注
1. ↑  今福匡『直江兼続』(新人物往来社､2008年)374頁